# Sven Groeneveld
Sven Groeneveld (* 22. července 1965 Haarlem) je nizozemský tenisový trenér a bývalý tenista. Ve dvouhře žebříčku ATP byl nejvýše klasifikován v srpnu 1986 na 826. místě.

## Trenérská kariéra
Po US Open 1991 začal trénovat jugoslávskou hráčku Moniku Selešovou, ve spojení s jejím otcem. Během spolupráce se tenistka stala světovou jedničkou a vyhrála Australian Open 1992, než v první polovině téhož roku následoval rozchod. Po Wimbledonu 1993 jej oslovil majitel mezinárodní sportovní agentury IMG Mark McCormack, která zastupovala řadu tenistů a vlastnila síť akademií IMG, s koučováním jimi zastupovaných hráčů. V Barceloně se tak jeho svěřenkyní stala Španělka Arantxa Sánchezová Vicariová, která pod jeho vedením získala deblovou trofej na US Open 1993 s Helenou Sukovou a prohrála finále na Turnaji mistryň 1993 i na Australian Open 1994. V průběhu roku 1994 převzal vedení nad devatenáctiletou Mary Pierceovou, jíž vedl s Nickem Bollettierim do října 1995. V tomto období Francouzka vyhrála Australian Open 1995 a vystoupala na třetí místo žebříčku. K dočasnému obnovení spolupráce s francouzskou jedničkou došlo v sezóně 1997, kdy byla finalistkou Australian Open 1997 a opět v sezóně 2003.
Roku 1995 se jeho svěřencem stal wimbledonský šampion Michael Stich, který pod jeho vedením vyhrál dva turnaje ATP Tour a probojoval se do finále French Open 1996. Společně pracovali zejména na technice forhendu. Po podpisu smlouvy se švýcarským tenisovým svazem v roce 1997 pro funkci hlavního trenéra, vedl ve dvouměsíčním mezidobí do antukové a travnaté části sezóny Mary Joe Fernandezovou. Jako šéftrenér švýcarského svazu se sídlem v nově otevřeném bielském centru koučoval také juniora Rogera Federera.
V letech 1998 až 2000 připravoval Grega Rusedského, který se stal prvním britským vítězem turnaje v sérii Masters. Po vyřazení v úvodním kole Wimbledonu 2000 od Vincenta Spadey se jejich cesty rozdělili. Následovaly krátké spolupráce s Němci Nicolasem Kieferem a Tommym Haasem, než se opět spojil Rusedskim na období od ledna do listopadu 2002. V průběhu roku 2003 se jeho svěřencem stal chorvatský teenager Mario Ančić. Po US Open 2004 navázal spolupráci s Francouzkou Nathalií Dechyovou, jež trvala do prosince 2005. V jejím průběhu dosáhla grandslamového maxima postupem do semifinále Australian Open 2005 a danou sezónu zakončila na dvanácté příčce světové klasifikace.
Groeneveld se následně podílel na koučování tenistů smluvně vázaných s firmou Adidas, jakými byli Fernando Verdasco, Ana Ivanovićová, Caroline Wozniacká či Sania Mirzaová. Srbce Ivanovićové pomohl k postupu do finále Australian Open 2008 a k zisku jediného grandslamu na Roland Garros 2008. V závěru dané sezóny však partnerství ukončili a následně obnovili ve druhé polovině sezóny 2013. S Indkou Mirzaovou zahájil souběžně přípravu v březnu 2008 po boku jejího otce Imrana Mirzy, v době kdy ještě trénoval Ivanovićovou. Od sezóny 2014 se stal hlavním koučem Rusky Marie Šarapovové, která pod jeho vedením vyhrála sedm titulů včetně French Open 2014 a vrátila se na pozici světové dvojky. Rozchod oznámili po porážce ruské tenistky v úvodu březnového BNP Paribas Open 2018 v Indian Wells. Následně do ledna 2019 koučoval vítěze singlové i deblové juniorky US Open 2017, Číňana I-pinga Wua.
V květnu 2019 se jeho svěřenkyní stala Američanka Sloane Stephensová. Po nezdařilé letní sezóně na amerických betonech, kdy ve Washingtonu, D.C., Torontu a Cincinnati vyhrála jen jeden zápas, se dvojice rozešla v srpnu 2019. Pro sezónu 2020 se dohodl na vedení Japonce Tara Daniela.

## Trenérské vedení
Přehled trénovaných hráčů.
- Mario Ančić
- Anna Čakvetadzeová
- Sorana Cîrsteaová
- Taró Daniel
- Kimiko Dateová
- Nathalie Dechyová
- Marta Domachowská
- Roger Federer
- Mary Joe Fernandezová
- Tommy Haas
- Ana Ivanovićová
- Nicolas Kiefer
- Maria Kirilenková
- Sania Mirzaová
- Mary Pierceová
- Greg Rusedski
- Arantxa Sánchezová Vicariová
- Naoko Sawamacuová
- Monika Selešová
- Michael Stich
- Maria Šarapovová
- Fernando Verdasco
- Caroline Wozniacká
- Wu I-ping